# Inishbofin, Omey Island and Turbot Island SPA
Inishbofin, Omey Island and Turbot Island SPA este o arie protejată (arie de protecție specială avifaunistică — SPA) din Irlanda întinsă pe o suprafață de 171,47 ha, integral pe uscat.

## Localizare
Centrul sitului Inishbofin, Omey Island and Turbot Island SPA este situat la coordonatele 54°01′09″N 9°58′39″W / 54.019255°N 9.977573°V.

## Înființare
Situl Inishbofin, Omey Island and Turbot Island SPA a fost declarat arie de protecție specială avifaunistică în aprilie 2019 pentru a proteja 1 specie de animale.

## Biodiversitate
Situată în ecoregiunea atlantică, aria protejată nu include niciun habitat protejat.
La baza desemnării sitului se află o specie protejată de  păsări: cristeiul de câmp (Crex crex).